# Cimetière juif de Sarajevo
Le cimetière juif est situé en Bosnie-Herzégovine, dans la Ville de Sarajevo. Occupé depuis le XVIe siècle ou le XVIIe siècle, il est inscrit sur la liste des monuments nationaux de Bosnie-Herzégovine.

## Localisation

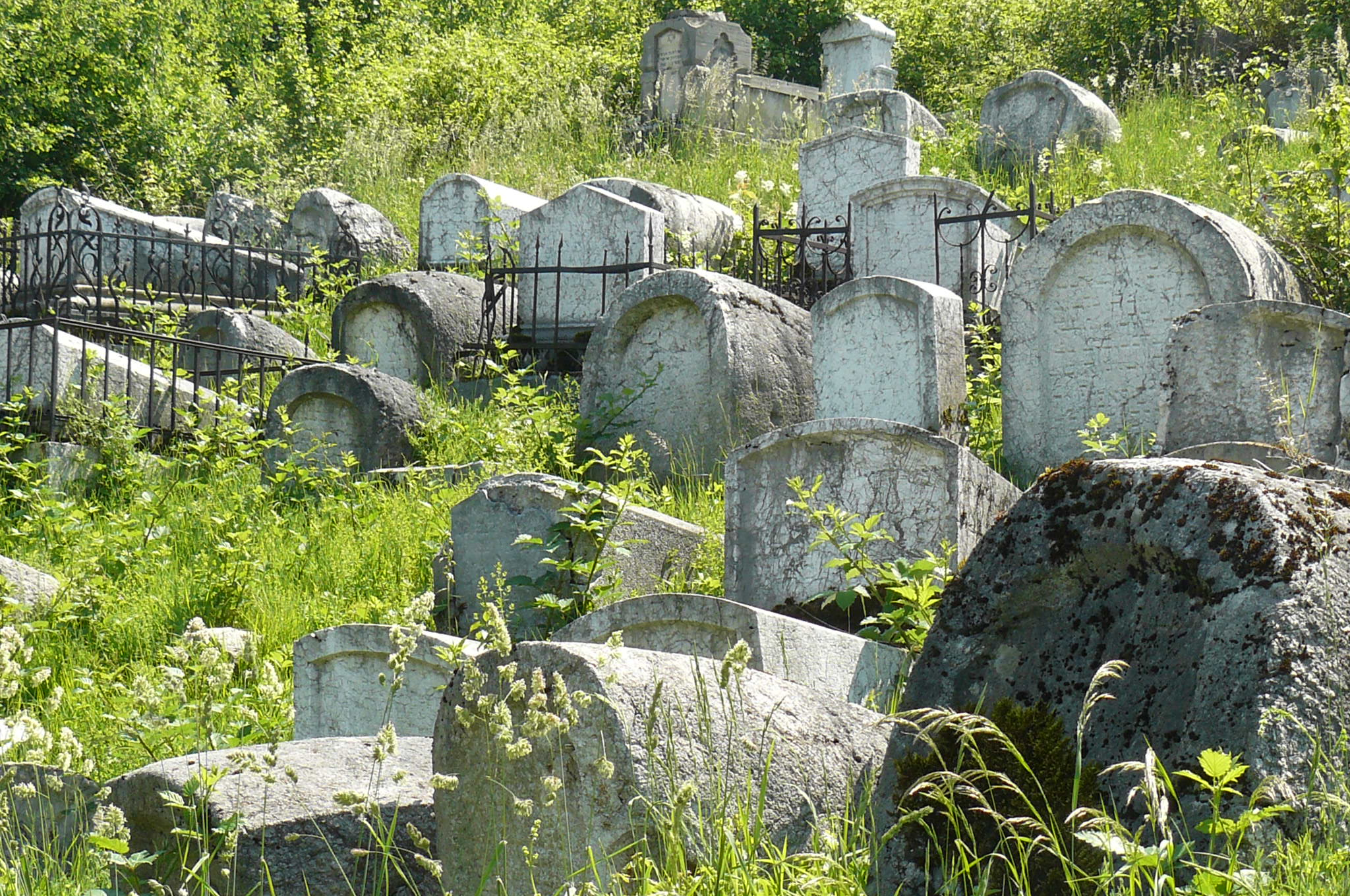
Autre vue du cimetière

## Description

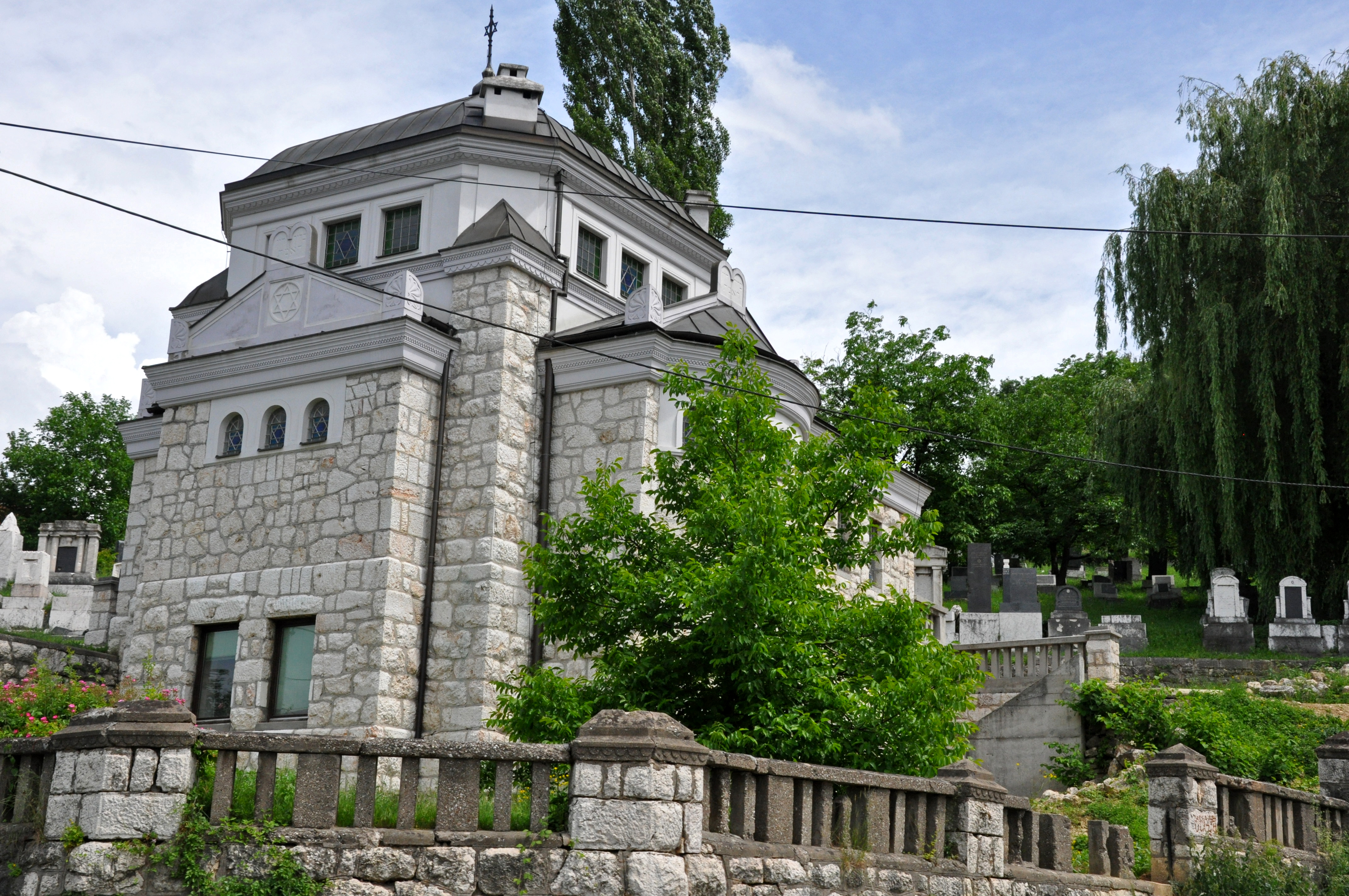
Petite synagogue dans le cimetière